# Olympische Sommerspiele 2016/Teilnehmer (Liberia)
| Gelbes Symbol für Goldmedaillen mit stilisierten Olympischen Ringen | Graues Symbol für Silbermedaillen mit stilisierten Olympischen Ringen | Braundes Symbol für Bronzemedaillen mit stilisierten Olympischen Ringen |
| ------------------------------------------------------------------- | --------------------------------------------------------------------- | ----------------------------------------------------------------------- |
| —                                                                   | —                                                                     | —                                                                       |

Liberia nahm in Rio de Janeiro an den Olympischen Spielen 2016 teil. Es war die insgesamt 13. Teilnahme an Olympischen Sommerspielen. 

## Teilnehmer nach Sportarten

### Leichtathletik
Laufen und Gehen
| Athleten        | Wettbewerb | Vorlauf | Vorlauf | Halbfinale    | Halbfinale    | Finale        | Finale        | Rang |
| Athleten        | Wettbewerb | Zeit    | Rang    | Zeit          | Rang          | Zeit          | Rang          | Rang |
| --------------- | ---------- | ------- | ------- | ------------- | ------------- | ------------- | ------------- | ---- |
| Frauen          |            |         |         |               |               |               |               |      |
| Mariam Kromah   | 400 m      | 52,79 s | 38      | ausgeschieden | ausgeschieden | ausgeschieden | ausgeschieden | 38   |
| Männer          |            |         |         |               |               |               |               |      |
| Emmanuel Matadi | 100 m      | 10,31 s | 43      | ausgeschieden | ausgeschieden | ausgeschieden | ausgeschieden | 43   |
| Emmanuel Matadi | 200 m      | 20,49 s | 30      | ausgeschieden | ausgeschieden | ausgeschieden | ausgeschieden | 30   |